# Torysa
Torysa je řeka na východním Slovensku (Prešovský a Košický kraj). Délka jejího toku je 129 km. Povodí má rozlohu 1349 km².

## Průběh toku
Pramení v Levočských vrších pod Škapovou, severozápadně od obce Torysky, teče zpočátku na jihozápad, později se stáčí na sever a na východ a potom se velkým obloukem stáčí na jih. Teče širokým údolím mezi Čergovem a Slanskými vrchy na levém břehu a Levočskými vrchy a Šarišskou vrchovinou na pravém břehu. Protéká městy Lipany, Sabinov, Veľký Šariš, Prešov. Vlévá se do Hornádu jižně od obce Nižná Hutka, jihovýchodně od Košic, v Košické kotlině. Největšími přítoky jsou zleva Ľutinka, Sekčov a Delňa, zprava Slavkovský potok.

## Vodní režim
Průměrný průtok vody činí 8,2 m³/s.